# Psylliodes napi
Psylliodes napi es una especie de insecto coleóptero de la familia Chrysomelidae. Fue descrita en 1792 por Fabricius. Se encuentra en Europa, el norte de Asia y en Norteamérica, donde es una especie introducida. Está asociada con plantas crucíferas.

## Subespecies
- Psylliodes napi flavicornis Weise, 1883
- Psylliodes napi napi (Fabricius, 1792)